# 费索
费索（法語：Faissault，法語發音：[fɛso]）是法国大東部大區阿登省的一个市镇，属于勒泰勒区。

## 地理
费索（49°36'27"N, 4°30'34"E）面积6.07 平方千米，位于法国大東部大區阿登省，该省份为法国北部内陆省份，西接埃纳省，南至马恩省，东临默兹省，北与比利时接壤。
与费索接壤的市镇（或旧市镇、城区）包括：科尔尼-马谢罗梅尼勒、讷维济、诺维永波尔西安、皮瑟、索尔斯-蒙克兰。

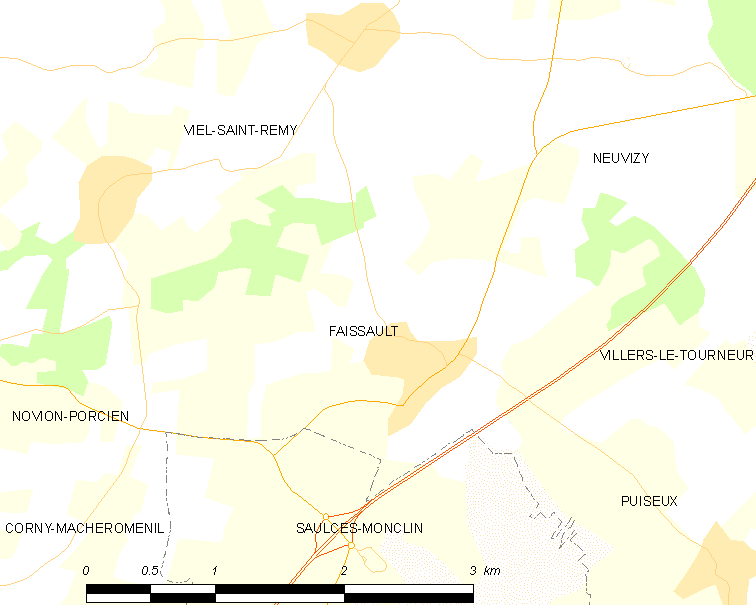
费索的OSM定位图

费索的时区为UTC+01:00、UTC+02:00（夏令时）。

## 行政
费索的邮政编码为08270，INSEE市镇编码为08163。

## 政治
费索所属的省级选区为锡尼拉拜县。

## 人口

1962-2008年间费索人口变化图示

费索于2022年1月1日时的人口数量为257人。